# Гудвін (Південна Дакота)
Гудвін (англ. Goodwin) — місто (англ. town) в США, в окрузі Дул штату Південна Дакота. Населення — 147 осіб (2020).

## Географія
Гудвін розташований за координатами 44°52′39″ пн. ш. 96°50′59″ зх. д. / 44.87750° пн. ш. 96.84972° зх. д. (44.877514, -96.849701).  За даними Бюро перепису населення США в 2010 році місто мало площу 1,23 км², уся площа — суходіл.

## Демографія
Згідно з переписом 2010 року, у місті мешкало 146 осіб у 59 домогосподарствах у складі 37 родин. Густота населення становила 119 осіб/км².  Було 62 помешкання (50/км²).
Расовий склад населення:
| - 88,4 % — білих - 9,6 % — осіб інших рас |

До двох чи більше рас належало 2,1 %. Частка іспаномовних становила 10,3 % від усіх жителів.
За віковим діапазоном населення розподілялося таким чином: 27,4 % — особи молодші 18 років, 61,6 % — особи у віці 18—64 років, 11,0 % — особи у віці 65 років та старші. Медіана віку мешканця становила 40,0 року. На 100 осіб жіночої статі у місті припадало 105,6 чоловіків;  на 100 жінок у віці від 18 років та старших — 120,8 чоловіків також старших 18 років.
Середній дохід на одне домашнє господарство  становив 52 956 доларів США (медіана — 54 167), а середній дохід на одну сім'ю — 51 173 долари (медіана — 52 708). За межею бідності перебувало 13,3 % осіб, у тому числі 23,3 % дітей у віці до 18 років та 4,3 % осіб у віці 65 років та старших.
Цивільне працевлаштоване населення становило 97 осіб. Основні галузі зайнятості: сільське господарство, лісництво, риболовля — 40,2 %, виробництво — 23,7 %, мистецтво, розваги та відпочинок — 9,3 %, науковці, спеціалісти, менеджери — 8,2 %.